# محب الدين الحموي
أبي الفضل محمد بن أبي بكر العلواني الحموي المعروف بـمحب الدين بن تقي الدين و محب الدين أفندي (1542 - 2 ديسمبر 1607) (949 - 13 شوال 1016) عالم مسلم سوري في العهد العثماني الأول. يُعد من كبار علماء مسلمون في عصره ومن فقهاء الحنفية وهو جد محمد بن فضل الله المحبي. ولد في حماة، ورحل إلى بلاد الروم وتبريز ومصر. ولّي القضاء بمصر وعدة مدن. سكن دمشق، فتوفي فيها. له تنزيل الآيات على شواهد الأبيات شرح شواهد الكشاف وعمدة الحكام والدرة المضية في الرحلة المصرية وحادي الإظعان النجدية إلى الديار المصرية. له أيضًا بعض أشعار.  

## سيرته
هو محمد بن أبي بكر بن داود بن عبد الرحمن بن عبد الخالق بن عبد الرحمن العلواني الحموي، أبو الفضل، المعروف بمحب الدين بن تقي الدين ولد سنة 949 هـ/ 1542 م بحماة أو يقال في 951 هـ 1544 م. حمله والده بعد ولادته إلى الشيخ محمد بن علوان، فحنكه ودعا له. ثم لازم أخاه أبا الوفاء بن علوان وقرأ عليه فقه الشافعية، حتى وصل إلى قراءة شرح البهجة، وتحول بعد ذلك حنفيًا، وكان أكثر تبعده على مذهب الشافعي، وأخذ عن البدر الغزي الحديث والتفسير، وحضر دروسه كثيرًا، وأخذ عن إسماعيل النابلسي، واختص به، وزوجه الشيح إحدى بناته، وأولدت له محب الله.
سافر إلى الروم، ومر على حلب، وإخذ عمن بها من علمائها، وأخذ بالقسطنطينية عن جماعة، ولازم محمد‌أفندي جوي زادة، وعاد في صحبته إلى دمشق، ثم سافر معه إلى بيت المقدس، ثم إلى مصر، وأخذ بها عن الناصر الطبلاوي، وعلى المقدسي، وغيرهما. وأجتمع بالأستاذ محمد البكري، وحضر دروسه، وتولي بجهات مصر قضاء فوة، ثم ولي بعد ذلك قضاء القدموس من بلاد حماة. 

ثم ولي القضاء بمصر وحمص وحصن الأكراد ومعرة النعمان ومعرة نسرين وكلس واعزاز، ثم استقر بدمشق فولّي بها القضاء نيابة بالمحكمة الكبری، وقضاء العسكر بها، وقضاء الركب الشامي، وأفتى ودرّس.

من تلامذته التاج القطان والشيخ عبد الرحمن العمادي وغيرهم. 

توفي في دمشق 13 شوال 1016 هـ/ 2 ديسمبر 1607 م ودفن بباب الصغير بقرب تربة الشيخ الإسماعيل النابلسي.

## مؤلفاته
- تنزيل الآيات في شرح شواهد الكشاف
- حواش على أنوار التنزيل للبيضاوي في التفسير.
- عمدة الحكام ، منظومة في الفقه
- الدرة المضية في الرحلة المصرية
- حادي الإظعان النجدية إلى الديار المصرية
- بادي الدموع العندمية بوادي الديار الرومية

ونحو عشرين رسالة جمعت في مجلد .